# Poste d'aiguillage informatique à technologie PC
 (février 2010).
Si vous disposez d'ouvrages ou d'articles de référence ou si vous connaissez des sites web de qualité traitant du thème abordé ici, merci de compléter l'article en donnant les références utiles à sa vérifiabilité et en les liant à la section « Notes et références ».
Le Poste Informatique à technologie PC (PIPC) est à l’origine conçu pour réaliser une commande centralisée de petites gares de type voie de gauche (VG) sur des lignes à une seule voie banalisée et à faible trafic, le PIPC a été complété pour pouvoir réaliser les fonctionnalités d’un poste à commande d’itinéraires et permet, de ce fait, de traiter d’autres types de gares que la VG. La partie « campagne » est réalisée classiquement (relais NS1).

## Utilisation

### Généralité
Le PIPC peut être mis en œuvre pour un poste local ou comme commande centralisée de voie banalisée. Il peut être commandé à partir d’une interface de commande / contrôle propre au PIPC appelée MADPI (Module d'Affichages et de Dialogues de Poste Informatique), ou encore d'une interface de commande / contrôle externe, telle un MISTRAL (Module Informatique de Signalisation et de TRaitement des ALarmes) ou un SNCI-T (Système Normalisé de Commande Informatique - module Traitement).
Le PIPC peut également commander les voies de service qui sont en relation directe avec les voies principales.
De conception, le PIPC permet la transparence des interventions de maintenance vis-à-vis de l’exploitation du poste. Il est doté d’un système d’aide à la maintenance qui est prévu à être interfacé avec les systèmes de télésurveillance.

### Poste local
Il est constitué d’un module d’enclenchement informatique (MEI) et d’une interface de commande et de contrôle. Sa capacité permet de l’utiliser dans la plupart des situations rencontrées: poste d'aiguillage de voie unique, poste de double voie, poste de bifurcation, poste de jonction DV/VU, poste d’évitement, mais aussi gare moyenne jusqu'à une centaine d'itinéraires. 
- Exemple : Haguenau

### Commande centralisée de voie banalisée
Cette commande centralisée est constituée de plusieurs MEI, jusqu'à 8 au maximum, reliés entre eux par une transmission informatique de sécurité (TIS) et commandés à partir d’une interface de commande / contrôle qui peut être installée en un point quelconque de la ligne.
Exemples :
- Moirans - St Marcellin,
- Lutterbach - Kruth
- Malaunay – Dieppe
- Lamotte Beuvron
- Sainte-Pazanne[1]
- Le Havre[2]